# Liste des monuments historiques de la province Sud (Nouvelle-Calédonie)
La liste qui suit recense les bâtiments protégés au titre des monuments historiques de la province Sud de la Nouvelle-Calédonie, en France répertoriés dans la base de la province Sud donnée dans les liens externes, à l'exception de ceux des communes de Nouméa la liste des monuments historiques de Nouméa.

## Liste
- Haut – A
- B
- C
- D
- E
- F
- G
- H
- I
- J
- K
- L
- M
- N
- O
- P
- Q
- R
- S
- T
- U
- V
- W
- X
- Y
- Z

| Monument                                                     | Commune      | Adresse                                        | Coordonnées                                    | Notice                                         | Protection                                     | Date                                           | Illustration                                   |
| ------------------------------------------------------------ | ------------ | ---------------------------------------------- | ---------------------------------------------- | ---------------------------------------------- | ---------------------------------------------- | ---------------------------------------------- | ---------------------------------------------- |
| Camp Brun                                                    | Bouloupari   | R.M. 1                                         | 21° 50′ 29″ sud, 165° 54′ 20″ est              |                                                | Classé                                         | 2007                                           | Image manquante Téléverser                     |
| Gendarmerie de Tomo (vestiges)                               | Bouloupari   | Tomo                                           | 21° 57′ 21″ sud, 166° 08′ 23″ est              |                                                | Classé                                         | 2007                                           | Image manquante Téléverser                     |
| Maison du Ouitchambo Château Devambez                        | Bouloupari   |                                                | à géolocaliser                                 |                                                | Classé                                         | 2005                                           | Image manquante Téléverser                     |
| Usine sucrière de la Ouaménie                                | Bouloupari   | R.M. 1                                         | 21° 54′ 08″ sud, 165° 59′ 29″ est              |                                                | Classé                                         | 2002                                           | Image manquante Téléverser                     |
| Chapelle de Néméara                                          | Bourail      | Néméara R.T.3                                  | 21° 30′ 21″ sud, 165° 28′ 34″ est              |                                                | Classé                                         | 1989                                           | Image manquante Téléverser                     |
| Ferme-école de Néméara                                       | Bourail      | Néméara R.T.3                                  | 21° 30′ 19″ sud, 165° 28′ 36″ est              |                                                | Classé                                         | 2007                                           | Image manquante Téléverser                     |
| Huilerie Augé Meule                                          | Bourail      | Musée de Bourail                               | à géolocaliser                                 |                                                | Classé                                         | 2005                                           | Image manquante Téléverser                     |
| Musée de Bourail Ancienne fromagerie                         | Bourail      | R.T.1                                          | 21° 34′ 18″ sud, 165° 29′ 57″ est              |                                                | Classé                                         | 1980                                           | Musée de BourailAncienne fromagerie            |
| Phare de Gouaro                                              | Bourail      | Route de la baie des Tortues                   | 21° 36′ 12″ sud, 165° 27′ 14″ est              |                                                | Inscrit                                        | 2012                                           | Phare de Gouaro                                |
| Usine sucrière de Bacouya Cheminée                           | Bourail      |                                                | à géolocaliser                                 |                                                | Classé                                         | 2000                                           | Image manquante Téléverser                     |
| Vallée Tabou Domaine de Déva                                 | Bourail      |                                                | 21° 32′ 28″ sud, 165° 21′ 22″ est              |                                                | Classé                                         | 2011                                           | Vallée TabouDomaine de Déva                    |
| Entrepôt de l'usine sucrière de Koé La Rhumerie              | Dumbéa       | Plaine de Koé                                  | 22° 09′ 15″ sud, 166° 28′ 00″ est              |                                                | Inscrit                                        | 2002                                           | Image manquante Téléverser                     |
| Maison Lacroix Ancienne maison Rolland                       | Dumbéa       | Route du lotissement Lacroix                   | 22° 10′ 47″ sud, 166° 28′ 42″ est              |                                                | Inscrit                                        | 2006                                           | Image manquante Téléverser                     |
| Pont sur la Dumbéa                                           | Dumbéa       | R.T.1                                          | 22° 09′ 22″ sud, 166° 26′ 55″ est              |                                                | Classé                                         | 2007                                           | Image manquante Téléverser                     |
| Collège Saint-Joseph Bâtiment des Frères                     | Île des Pins | Vao, R.M.3                                     | 22° 40′ 04″ sud, 167° 29′ 21″ est              |                                                | Classé                                         | 2011                                           | Image manquante Téléverser                     |
| Cimetière des déportés                                       | Île des Pins | Mévinyé                                        | 22° 38′ 12″ sud, 167° 26′ 37″ est              |                                                | Classé                                         | 1995                                           | Cimetière des déportés                         |
| Cimetière des surveillants                                   | Île des Pins | Wero                                           | 22° 38′ 58″ sud, 167° 26′ 59″ est              |                                                | Classé                                         | 1995                                           | Image manquante Téléverser                     |
| École Notre-Dame-des-Anges                                   | Île des Pins | Vao, R.M.3                                     | 22° 40′ 11″ sud, 167° 29′ 18″ est              |                                                | Classé                                         | 2011                                           | Image manquante Téléverser                     |
| Église Notre-Dame de l'Assomption                            | Île des Pins | Vao, R.M.3                                     | 22° 40′ 08″ sud, 167° 29′ 18″ est              |                                                | Classé                                         | 2015                                           | Église Notre-Dame de l'Assomption              |
| Maison de la Grande Chefferie de Vao                         | Île des Pins | Vao, R.M.3                                     | 22° 40′ 10″ sud, 167° 29′ 23″ est              |                                                | Inscrit                                        | 2005                                           | Image manquante Téléverser                     |
| Presbytère de Vao                                            | Île des Pins | Vao, R.M.3                                     | 22° 40′ 06″ sud, 167° 29′ 18″ est              |                                                | Classé                                         | 2010                                           | Image manquante Téléverser                     |
| Bagne de la presqu'île de Kuto (vestiges)                    | Île des Pins | Presqu'île de Kuto                             | 22° 39′ 52″ sud, 167° 26′ 28″ est              |                                                | Inscrit                                        | 2013                                           | Image manquante Téléverser                     |
| Bâtiment agricole Bernut et matériel agricole                | La Foa       | R.M.3                                          | 21° 42′ 49″ sud, 165° 51′ 30″ est              |                                                | Classé                                         | 2011                                           | Image manquante Téléverser                     |
| Four à pain de La Foa                                        | La Foa       | R.T.1                                          | 21° 42′ 36″ sud, 165° 49′ 46″ est              |                                                | Inscrit                                        | 2010                                           | Image manquante Téléverser                     |
| Passerelle Marguerite                                        | La Foa       | R.T.1                                          | 21° 42′ 53″ sud, 165° 49′ 44″ est              |                                                | Classé                                         | 1984                                           | Passerelle Marguerite                          |
| Fort Teremba                                                 | Moindou      | R.M.3                                          | 21° 43′ 43″ sud, 165° 42′ 57″ est              |                                                | Classé                                         | 1989 1990                                      | Fort Teremba                                   |
| La Résidence Maison Casimir Boyer                            | Moindou      | R.M.6                                          | 21° 40′ 33″ sud, 165° 41′ 02″ est              |                                                | Classé                                         |                                                | La RésidenceMaison Casimir Boyer               |
| Bâtiments du village de Prony                                | Le Mont-Dore | Prony                                          | 22° 19′ 13″ sud, 166° 49′ 27″ est              |                                                | Inscrit                                        | 2008                                           | Image manquante Téléverser                     |
| Briqueterie du Mont-Dore                                     | Le Mont-Dore | La Briqueterie, rue des Roseaux, Vallon-Dore   | 22° 15′ 45″ sud, 166° 34′ 24″ est              |                                                | Inscrit                                        |                                                | Image manquante Téléverser                     |
| Chapelle Sainte-Jeanne-d'Arc de Plum Chapelle des Américains | Le Mont-Dore | Rue Luc-Wadé, Plum                             | 22° 16′ 32″ sud, 166° 38′ 18″ est              |                                                | Classé                                         | 2006                                           | Image manquante Téléverser                     |
| Église d'Ouara                                               | Le Mont-Dore | Ouara, Île Ouen                                | 22° 25′ 32″ sud, 166° 50′ 31″ est              |                                                | Classé                                         | 1993                                           | Image manquante Téléverser                     |
| Exploitation forestière de Port Boisé (vestiges)             | Le Mont-Dore | Port Boisé                                     | 22° 20′ 55″ sud, 166° 56′ 54″ est              |                                                | Inscrit                                        | 2012                                           | Image manquante Téléverser                     |
| Ferme-école de Yahoué                                        | Le Mont-Dore | rue de l'Astrolabe, Yahoué                     | 22° 12′ 26″ sud, 166° 29′ 08″ est              |                                                | Inscrit                                        | 2015                                           | Image manquante Téléverser                     |
| La Forestière                                                | Le Mont-Dore | Rivière des Pirogues                           | 22° 17′ 41″ sud, 166° 41′ 26″ est              |                                                | Inscrit                                        | 1999                                           | Image manquante Téléverser                     |
| Ancienne Gendarmerie de Plum                                 | Le Mont-Dore | Plum                                           | à géolocaliser                                 |                                                | Inscrit                                        | 2014                                           | Image manquante Téléverser                     |
| Mission Saint-Louis                                          | Le Mont-Dore | Route de l'église de Saint-Louis               | 22° 13′ 37″ sud, 166° 32′ 42″ est              |                                                | Classé                                         | 2008                                           | Mission Saint-Louis                            |
| Phare du cap N'Dua                                           | Le Mont-Dore | Route du cap N'Dua                             | 22° 23′ 28″ sud, 166° 55′ 29″ est              |                                                | Inscrit                                        | 2013                                           | Image manquante Téléverser                     |
| Sources thermales de la baie des Kaoris                      | Le Mont-Dore |                                                | 22° 17′ 57″ sud, 166° 51′ 43″ est              |                                                | Inscrit                                        | 2013                                           | Image manquante Téléverser                     |
|                                                              | Nouméa       | Voir liste des monuments historiques de Nouméa | Voir liste des monuments historiques de Nouméa | Voir liste des monuments historiques de Nouméa | Voir liste des monuments historiques de Nouméa | Voir liste des monuments historiques de Nouméa | Voir liste des monuments historiques de Nouméa |
| Monument funéraire de James Paddon                           | Païta        | R.M.15, route de Gadji                         | 22° 08′ 56″ sud, 166° 22′ 05″ est              |                                                | Classé                                         | 2012                                           | Image manquante Téléverser                     |
| Pensionnat Saint-Léon                                        | Païta        | R.T.1                                          | 22° 07′ 57″ sud, 166° 22′ 24″ est              |                                                | Classé                                         | 2011                                           | Image manquante Téléverser                     |
| Cimetière des Japonais de Thio                               | Thio         | Nèdörö                                         | 21° 37′ 39″ sud, 166° 12′ 11″ est              |                                                | Classé                                         | 2013                                           | Image manquante Téléverser                     |
| Fonderie d'Ouroué (vestiges)                                 | Thio         | Ouroué                                         | 21° 35′ 11″ sud, 166° 12′ 18″ est              |                                                | Inscrit                                        | 2012                                           | Image manquante Téléverser                     |
| Mairie de Thio                                               | Thio         | VU.19                                          | 21° 36′ 37″ sud, 166° 12′ 56″ est              |                                                | Inscrit                                        | 1998                                           | Image manquante Téléverser                     |
| Annexe de la mairie de Thio                                  | Thio         | VU.19                                          | 21° 36′ 37″ sud, 166° 12′ 57″ est              |                                                |                                                |                                                | Image manquante Téléverser                     |
| Maison Page Médiathèque de Thio                              | Thio         | Rue Page                                       | 21° 36′ 36″ sud, 166° 12′ 58″ est              |                                                | Inscrit                                        | 2007                                           | Image manquante Téléverser                     |
| Musée de la mine de Thio Maison du directeur de la SLN       | Thio         | Route de Saint-Paul, rue Rousseau, Thio        | 21° 36′ 46″ sud, 166° 12′ 53″ est              |                                                | Inscrit                                        | 2012                                           | Image manquante Téléverser                     |
| Prison du Fort de Kuenthio                                   | Thio         |                                                | 21° 46′ 24″ sud, 166° 04′ 14″ est              |                                                | Classé                                         | 2012                                           | Image manquante Téléverser                     |
| Pont Pérignon                                                | Yaté         | Lac de Yaté                                    | 22° 07′ 47″ sud, 166° 42′ 11″ est              |                                                | Inscrit                                        | 2014                                           | Image manquante Téléverser                     |
| Presbytère de la mission catholique de Touaourou             | Yaté         | Touaourou                                      | 22° 11′ 15″ sud, 166° 58′ 30″ est              |                                                | Inscrit                                        | 2015                                           | Image manquante Téléverser                     |